# تشينغ في
تشينغ في (بالصينية: 程菲) (من مواليد 29 مايو 1988 في هوانغشي، خوبي) هي لاعبة جمباز من الصين.
شاركت في دورة الألعاب الآسيوية 2006 في الدوحة، قطر.

## روابط خارجية
- تشينغ في على موقع الاتحاد الدولي للجمباز (licence) (الإنجليزية)
- تشينغ في على موقع الاتحاد الدولي للجمباز (biography) (الإنجليزية)
- تشينغ في على موقع أوليمبيديا (الإنجليزية)
- تشينغ في على موقع اللجنة الأولمبية الصينية (الإنجليزية)